# Great Firewall
Grande Firewall (in inglese Great Firewall) è un termine ironico ispirato alla grande muraglia cinese, coniato in un articolo sulla rivista Wired nel 1997 e utilizzato dai mezzi di comunicazione internazionali, inclusi quelli cinesi, per far riferimento al Golden Shield Project, un progetto di censura e di sorveglianza che blocca dati potenzialmente sfavorevoli in entrata provenienti dai paesi stranieri ed è gestito dal Ministero di pubblica sicurezza della Repubblica Popolare Cinese.
Il progetto è stato avviato nel 1998; è entrato in funzione in via sperimentale nel novembre 2003 e definitivamente nel 2006.

## Storia
Il contesto politico e ideologico della censura di Internet è spiegato da uno dei detti preferiti di Deng Xiaoping agli inizi del 1980: "Se si aprono le finestre per fare entrare aria fresca, è necessario aspettarsi che alcune mosche entrino". Il detto è legato ad un periodo di riforma economica della Cina, che divenne noto come "economia socialista di mercato". Superando le ideologie politiche della Rivoluzione culturale, la riforma ha portato la Cina verso un'economia di mercato aprendola agli investitori stranieri. Dopo aver attuato questa nuova politica, la Cina ha lottato per trovare un equilibrio tra questa nuova apertura al mondo occidentale e mantenere il suo popolo a distanza dalle ideologie occidentali. Al fine di mantenere queste "mosche" a distanza, il Partito Comunista Cinese ha voluto proteggere i suoi valori e idee politiche; questo desiderio ha poi portato all'avvio del Golden Shield Project.
Internet è arrivato in Cina nel 1994 come inevitabile conseguenza e strumento di supporto per l'"economia socialista di mercato". Da allora, e con il graduale aumento della sua disponibilità, Internet è diventato una piattaforma di comunicazione comune e un importante strumento per la condivisione delle informazioni. Da un lato, il governo cinese vuole fare uso della tecnologia informatica che deriva da Internet per far fiorire la sua economia, d'altra parte, Internet incoraggia la diversità di idee, ed è uno strumento per democratizzare la società. In altre parole, mentre Internet è importante per l'economia cinese, la sua stessa esistenza mina la stabilità politica del paese.
Il Ministero di pubblica sicurezza ha intrapreso i primi passi nel controllo dell'uso di Internet nel 1997, quando ha pubblicato regolamenti completi relativi al suo utilizzo. Le sezioni principali, gli articoli 4-6, sono i seguenti:
Nel 1998 fu avviato il "Golden Shield project". Nello stesso anno il Partito Comunista Cinese bandisce il Partito Democratico Cinese (PDC), ed i suoi sostenitori vengono arrestati.
Un sottosistema del “Golden Shield” è stato soprannominato il "Great Firewall" (防火 长城) con un gioco di parole in inglese che richiama sia il suo ruolo di firewall di rete sia il nome della Grande Muraglia Cinese ("Great Wall"). Questa parte del progetto prevede la capacità di bloccare contenuti, impedendo l'accesso ad indirizzi IP. Il sistema è composto da firewalls e server proxy ai gateway di internet che comunicano con gli altri paesi. Inoltre, effettua DNS cache poisoning quando sono richiesti particolari siti. Il sistema non sembra effettuare un esame sistematico dei contenuti Internet, dato che ciò sembra essere tecnicamente impraticabile. A causa della sua disconnessione dal più grande mondo dei protocolli di routing IP, la rete dei contenuti all'interno del Grande Firewall è stata descritta come "dominio autonomo di routing cinese".
Durante le Olimpiadi 2008, i funzionari cinesi hanno comunicato ai fornitori di servizi internet (ISP) di allentare il sistema di censura per l'accesso da alcuni Internet café, camere d'albergo e centri congressi dove gli stranieri avrebbero lavorato o alloggiato.
Il Consiglio per i diritti umani delle Nazioni Unite ha condannato formalmente i paesi che bloccano o limitano l'accesso ad internet dei cittadini. Secondo l'ONU, i diritti online e offline delle persone, come la "libertà di espressione" e la scelta dei mezzi di comunicazione, meritano le stesse protezioni. Il Consiglio delle Nazioni Unite ha denunciato "le misure per impedire, interrompere l'accesso o la diffusione di informazioni on-line in violazione del Diritto Internazionale sui Diritti Umani Internazionali".

## Obiettivo

Una topologia semplificata del Grande Firewall cinese.

Nell'ottobre 2001, Greg Walton del “Centro Internazionale per i Diritti Umani e Sviluppo Democratico” ha scritto:
Internet»
La Repubblica popolare cinese gestisce un sistema di filtraggio di internet che è considerato come uno dei più sofisticati al mondo. L'hardware è stato fornito da società per lo più statunitensi, tra cui Cisco Systems.
Il sistema funziona, in parte, ispezionando il traffico web (HTTP) per determinare la presenza di parole chiave. Queste parole chiave fanno riferimento a questioni come gruppi messi al bando dal Governo Cinese, ideologie politiche ritenute inaccettabili ed eventi storici che il regime non intende discutere.

## Metodi di censura
I dettagli di alcune modalità tecniche comunemente usate per la censura sono:

### IP blocking
L'accesso ad un certo indirizzo IP viene bloccato. Qualsiasi sito web ospitato sullo stesso server diventa irraggiungibile. Ha effetto su qualsiasi protocollo IP (principalmente TCP) come HTTP, FTP o POP. Un tipico modo per aggirare il blocco è trovare un proxy che abbia accesso ai siti web bersagliati, ma i proxy possono anche essi venire bloccati.

### DNS filtering and redirection
Il nome del dominio non viene risolto, o restituisce un indirizzo IP scorretto. Ha effetto su tutti i protocolli IP come HTTP, FTP o POP. Una soluzione tipica è cercare un DNS che risolva i nomi di dominio correttamente, ma anche i sistemi dei nomi di dominio sono soggetti a blocco, specialmente IP blocking. Un'altra soluzione è bypassare il DNS se l'indirizzo IP è ottenibile da altre fonti e non è bloccato. 

### URL filtering
Scansiona la stringa Uniform Resource Locator (URL) richiesta cercando parole chiave a prescindere dal nome del dominio specificato nell'URL. Ha effetti sull'Hypertext Transfer Protocol. Tipica soluzione per aggirarlo è usare protocolli criptati come VPN e SSL

### Packet filtering
Termina la trasmissione dei pacchetti TCP quando viene rilevato un certo numero di parole censurate. Ha effetto su tutti i protocolli TCP come HTTP, FTP orPOP, ma le pagine dei motori di ricerca sono le più soggette ad essere censurate. Tipica soluzione è utilizzare protocolli criptati come VPN e SSL.

### Connection reset
Se una precedente connessione TCP viene bloccata dal filtro, tentativi di connessione futuri vengono anch'essi bloccati fino a 30 minuti. A seconda della collocazione del blocco, altri utenti o siti web potrebbero anche essi essere bloccati se le comunicazioni vengono inoltrate nella locazione del blocco. Una soluzione è ignorare il pacchetto di reset inviato dal firewall.

### SSL man-in-the-middle attack
L'attacco crea connessioni indipendenti con le vittime, facendo loro credere che stiano parlando direttamente tra loro tramite una connessione privata, mentre in realtà l'intera conversazione è controllata dall'attaccante. Per far ciò viene utilizzato un certificato SSL falso, ma la maggior parte dei browser è in grado di segnalare questo tipo di certificati.

## Great Cannon
Il Grande Cannone della Cina è uno strumento che viene utilizzato per lanciare attacchi DDoS su siti web, intercettando grandi quantità di traffico web e reindirizzandolo ai siti web bersaglio.
Secondo i ricercatori di Citizen Lab, International Computer Science Institute, e dal Center for Information Technology Policy dell'università di Princeton, il Great Cannon dirotta il traffico web straniero destinato a siti web cinesi verso alcuni server web dedicati, producendo enormi quantità di traffico nel tentativo di interrompere le loro operazioni. Co-locato nel Great Firewall, il Great Cannon è "un sistema offensivo separato, con una diversa capacità e progettazione".
Oltre al lancio di attacchi DoS, lo strumento è anche in grado di monitorare il traffico web e distribuire malware in attacchi mirati in modalità simili al sistema Quantum Insert usato dalla National Security Agency statunitense.
I primi bersagli conosciuti del Great Cannon (marzo 2015) furono siti web che ospitavano strumenti per evadere la censura, incluso GitHub, un servizio web per hosting di codice, e GreatFire, un servizio che monitora i siti bloccati in Cina.

## Bersagli di censura
I siti web censurati includono:
- Siti web appartenenti a gruppi "fuorilegge" o soppressi, come attivisti pro-democrazia e Falun Gong.
- Fonti di notizie che spesso trattano argomenti considerati diffamatori verso la Cina, come la brutalità della polizia, la protesta di piazza Tienanmen del 1989, la libertà di parola, la democrazia e siti marxisti.[30]
- Siti relativi al governo di Taiwan.
- I siti web con contenuti religiosi.
- Siti web che contengano qualsiasi cosa le autorità cinesi ritengano oscenità o pornografia.
- Siti web in relazione ad attività criminali.
- Siti collegati con il Dalai Lama, i suoi insegnamenti o il movimento di indipendenza del Tibet.
- Siti web considerati sovversivi.

Ricercatori dell'università di Harvard hanno sviluppato una teoria chiamata "azione collettiva potenziale": il bersaglio della censura sono le persone che si raccolgono per esprimersi collettivamente, stimolate da persone diverse dal governo, e sembrino avere il potenziale per generare azioni collettive. Persone che comunicano su social media discutendo di azioni collettive, come manifestazioni, o in merito ad eventi potenzialmente in grado di generare azioni collettive, ma non ancora avviate, sono i più probabili oggetti di censura.

## Auto censura
Ciò che rende il Great Firewall così efficace (e controverso) non è solo la sua complessa tecnologia, ma anche la cultura che il sistema genera: una cultura di autocensura. Il governo cinese ritiene responsabili le aziende per i loro contenuti pubblici. In altre parole, è compito delle aziende assicurarsi che i loro portali online non contengono argomenti o oscenità proibite. I principali mezzi di informazione on-line in Cina, come Xinhuanet.com, Chinadaily.com.cn, Chinanews, e Baidu si attengono ai decreti del governo, impegnandosi a "rendere Internet un editore di teorie scientifiche […] mantenere la stabilità sociale, e promuovere la costruzione di una società socialista armoniosa". Anche multinazionali come Google, Yahoo! e Microsoft sono soggette alle norme di auto-censura. Anche se la censura va contro le ideologie occidentali, le dimensioni del mercato cinese sono troppo redditizie per far sì che le società ignorino queste opportunità.
La versione cinese di MySpace, lanciata nell'aprile 2007, ha molte differenze legate alla censura rispetto alle corrispettive versioni internazionali. Forum di discussione su argomenti come religione e politica sono assenti ed è stato aggiunto un sistema di filtraggio che impedisce la pubblicazione di contenuti su argomenti politicamente sensibili. Gli utenti hanno anche la possibilità di segnalare la "cattiva condotta" di altri utenti per reati come: mettere in pericolo la sicurezza nazionale, svelare segreti di stato, sovvertire il governo, minare l'unità nazionale, diffondere voci o disturbare l'ordine sociale.
Secondo The New York Times, Google ha installato dei computer in Cina che tentano l'accesso a siti web non cinesi. Se un sito è inaccessibile, viene aggiunto alla lista nera di Google China. Comunque, una volta sbloccato, il sito viene re-indirizzato.
Facendo riferimento alle esperienze di prima mano di Google con il Grande Firewall, c'è qualche speranza nella comunità internazionale che vengano rilevati alcuni dei suoi segreti. Simon Davies, fondatore del gruppo Privacy International, sta ora sfidando Google a rivelare la tecnologia usata in Cina. "In questo modo, possiamo capire la natura della bestia e, sviluppare metodologie di aggiro in modo che ci possa essere un'apertura per le comunicazioni", Davies dice: "Questo sarebbe di straordinaria importanza per i diritti umani". Google non ha ancora risposto alla chiamata.

## Evasione
La censura a livello di gateway e ISP può essere aggirata dagli utenti attraverso l'utilizzo di server proxy al di fuori della Cina, ottenendo un'esperienza di navigazione simile (anche se necessariamente più lenta) a quella degli utenti nel paese in cui esso è ospitato. Le liste di proxy possono essere trovate su internet, ma i loro indirizzi IP sono rapidamente bloccati dalla Cina o dai provider. Strumenti come Anonymizer, Tor, e altri, come Dynapass (realizzati da affiliati del Falun Gong) sono stati ideati per aiutare gli utenti ad aggirare questo problema fornendo aggiornamenti su nuovi proxy o impostando il software per cercarne automaticamente di nuovi. Roger Dingledine, creatore di Tor, riporta che "alcune decine di migliaia" di persone alla settimana sembrano utilizzare Tor dalla Cina.
Tor (The Onion Routers) imposta un server proxy sul computer dell'utente invia quindi dati cifrati ad altri router Tor in tutto il web. Il Great Firewall ha bloccato la lista pubblica dei server intermediari (relay) attraverso i quali transitano i dati prima di arrivare a destinazione. La maggior parte dei relay pubblici sono bloccati in base alla combinazione di indirizzo IP e porta TCP. Gli utenti di Tor continuano a connettersi alla rete tramite bridges, cioè relay non presenti nella lista pubblica dei nodi.
Altro metodo di evasione è l'uso di una VPN, la quale crea un tunnel crittografato tra due punti su internet, per esempio tra un PC a un server web. Il suo punto debole è che il traffico dei dati può attirare attenzione perché criptato. Tali servizi sono liberamente pubblicizzati e forniti in Cina. Banche e produttori stranieri, per esempio, non lavorerebbero senza di essi. Un metodo più tecnico è la steganografia, cioè la pratica di incorporare dati utili in quello che sembra qualcosa di irrilevante. Il testo di un documento può essere suddiviso nei suoi byte costituenti, che si aggiungono ai pixel di un'immagine apparentemente innocua. L'effetto è appena visibile sulla foto, ma il destinatario può estrarre i dati con il software appropriato. Il sistema è efficace per ottenere informazioni, ma lento.
Gli utenti internet cinesi, disgustati dal modo in cui il governo conduce la censura sotto il nome della "società armoniosa", hanno iniziato ad utilizzare meme e parole in codice per eludere i controlli. Esempio noto è la "grande anatra gialla", la nota immagine dell'uomo in piedi davanti ai carri armati durante la protesta di piazza Tienanmen, dove i carri sono stati rimpiazzati da giganti anatre di gomma. In questo caso specifico i censori cinesi hanno risposto bloccando la frase "grande anatra gialla."

## Impatto economico
Secondo la BBC, aziende locali Cinesi come Baidu, Tencent e Alibaba, tra le più grandi impiegate nel settore a livello mondiale, hanno tratto benefici dal modo in cui la Cina ha bloccato i rivali internazionali dal mercato, incoraggiando la competizione interna.
Il governo blocca tutti i servizi internazionali, di conseguenza sorgono cloni all'interno del Paese. Esistono versioni cinesi di ogni servizio con cui gli occidentali hanno familiarità: Google, Twitter, Facebook e YouTube sono tutti sostituiti da equivalenti. Questo realizza due esigenze: soddisfare il bisogno delle persone di media sociali, ma anche la necessità di mantenere i server a Pechino in modo da poter effettuare controlli.

## Coinvolgimento di CISCO
I router Cisco costituiscono la spina dorsale d'accesso ad Internet in Cina e hanno il potere di identificare e filtrare i pacchetti in base alle corrispondenze di parole chiave, strumenti che rendono la censura di internet più facile per governi repressivi.
Un documento interno di Cisco, fatto trapelare ai giornalisti, rivela che gli ingegneri di Cisco hanno considerato il programma di censura di internet del governo cinese come un'opportunità per fare più affari con il regime. Il documento è la prima prova che il gigante del networking ha commercializzato i suoi router in Cina specificamente come strumento di repressione. L'azienda ha insistito sul fatto che questo hardware non è stato personalizzato per le esigenze di censura della Cina. Le vendite di Cisco in Cina ammontano ad un totale di circa 2 miliardi di dollari all'anno, dato che la Cina non vuole abbandonare l'innovazione tecnologica dei router più avanzati al mondo, o essere nella posizione di dover fare affidamento esclusivamente su prodotti realizzati in Cina. Di conseguenza, le attrezzature DPI di Cisco, come SCE 8000, sono una parte importante del Great Firewall.